# Iulus similis
Iulus similis är en mångfotingart som beskrevs av Carl Ludwig Koch 1838. Iulus similis ingår i släktet Iulus och familjen kejsardubbelfotingar. Inga underarter finns listade i Catalogue of Life.